# 민두기
민두기(閔斗基, 1932년 11월 2일~2000년 5월 7일)는 전라남도 해남(海南)출신으로 대한민국의 역사학자이다.
중국근대사 분야에서 세계적으로 자주 인용되는 많은 논문을 발표했으며, 미국 하버드대학교가 그의 논문들을 영역, 출간하기도 했다. 중국의 고대사는 물론 근현대사에 이르기까지 광범위한 연구 활동을 펼치면서 한국의 중국사 연구의 질적 수준을 세계적 수준으로 끌어올린 석학이다. 중국 근대화 역사 연구 부분에 있어서는 중국 본토에서는 물론 일본‧미국 등지에서도 필독서로 활용되고 있을 만큼 세계 최고 권위자로 손꼽히고 있다. 별명이 ‘동양사학의 총통’이다.

## 생애
1955년 서울대학교 사학과를 학사 학위한 후, 동대학원에 진학하였다. 〈염철론〉(鹽鐵論)으로 석사 학위를 받았으며, 1973년 《청대신사층(淸代紳士層)의 연구》로 박사 학위를 취득하였다.
1966년부터 숭실대학교 사학과 교수로 재직하였다. 1969년부터 서울대학교 동양사학과 교수 생활을 시작하여 1998년 정년으로 물러날 때까지 서울대학교에서 일했다. 독일 함부르크대학교 연구원, 미국 하버드대학교 옌칭 연구소 객원연구원, 중국 남경대학교 민국사연구중심 객좌교수 등 해외연구 활동도 활발히 하였다. 정년퇴임 후에는 서울대학교 명예교수와 연세대학교 석좌교수직을 맡아 후학 양성에 힘썼다.

## 수상
출판문화상 저작상(1986), 학술원상 저작상(인문사회과학부문, 1988), 금호학술상(1992), 중앙일보 학술상(1994) 등

## 주요 저서
- 《중국근대사연구》(1973)
- 《동양사연구자료집요》(1981)
- 《중국근대개혁운동의 연구》(1985)
- 《강좌중국사》(1989)
- 《동양사강의요강》(1989)
- 《중공에서의 역사동력 논쟁》(1990)
- 《신해혁명사》(1994)
- 《한 송이 들꽃과 만날 때》(1997)
- 《중국초기혁명운동의 연구》(1997)
- 《중국의 공화 혁명》(1999)
- 《신언준 현대중국관계논설선》(2000)

특히 1989년 저술한 《강좌중국사》는 그와 제자들이 각 주제에 대한 개괄적인 연구를 정리한 내용으로, 단일 학과 동문 연구자만의 것으로는 해외에서도 유례를 찾기 어려운 저작이다. 또한 《중국근대사연구》는 한·중관계사 중심이던 국내 중국학의 전통을 탈피하여 중국사 내면으로 파고든 역작으로 평가된다.